# سبریشوع یکم
سَبریشوع یکم یک مسیحی بود که در عصر ساسانی به پاتریارخی کلیسای نسطوری رسید.
یکی از شخصیتهای مهم مسیحی در زمان خسروپرویز، سبریشوع بود که به مقام پاتریارخی کلیسای نسطوری رسید و نقش سیاسی - مذهبی مهمی را ایفا کرد. یافته‌های این پژوهش نشان می‌دهد که سبریشوع با فرمان مستقیم خسروپرویز و بدون رضایت رهبران کلیسای نسطوری در سال ۵۹۶ م. به مقام پاتریارخی رسید و خسروپرویز در جلب نظر مساعد مسیحیان نسطوری نسبت به خود، تسلط بیشتر بر آن‌ها و مراودات سیاسی خود با امپراتور ماوریکیوس از وی استفاده کرد. همچنین، سبریشوع با حمایت خسروپرویز سعی کرد اختلافات داخلی کلیسا را حل کند و در هنگام آغاز جنگهای خسروپرویز و بیزانس، به‌عنوانِ نمایندهٔ مسیحیان نسطوری، خسروپرویز و سپاهیان ساسانی را همراهی کرد.
در سال ۵۹۶، اسقف‌ها بنا به میل خسرو، سبریشوع را، که در اصل شبان و فردی بسیار متعصب بود، به مقام جاثلیقی انتخاب کردند. در آن زمان فرقه‌های مسیحی بسیاری بودند که از خوانش مورد نظر دینی تبعیت نمی‌کردند و قابلیت این را داشتند که مورد تعقیب قرار بگیرند. یکی از این فِرَق، یعقوبی‌ها یا مونوفیزیت‌ها بودند که در این زمان قدرت بسیاری به دست آورده بودند و مسیحیان نستوری را به شدت متهم می‌کردند. در نزاعی که بین این دو گروه شعله‌ور شد، یعقوبی‌ها پیروز شدند. رئیس پزشکان دربار به نام گابریل سنجاری، نخست نستوری بود و بعد یعقوبی شده بود؛ و به همین جهت از یعقوبی‌ها شدیداً پشتیبانی می‌کرد. میان او و سبریشوع اختلاف پدید آمد و سبریشوع او را به خاطر زندگی خصوصی‌ای که داشت، تکفیر کرد. گابریل نزد خسرو بسیار گرامی بود. پس از آنکه شیرین که خواهان داشتن فرزند بود، در اثر معالجات این پزشک و دعاهای سنت سرجیوس صاحب پسری شد (همان که نامش را مردانشاه گذاشتند)، عزت و احترام و مقام گابریل در دربار ارتقا یافت. شیرین تابع آیین یعقوبی شد و در نتیجه فرقهٔ مزبور کاملاً قدرت و تسلط یافت.